# Soccer Club Sagamihara
Maillots
Actualités
Le SC Sagamihara (en japonais : ＳＣ相模原) est un club japonais de football basé à Sagamihara dans la préfecture de Kanagawa. Le club évolue en J.League 3.

## Historique
Fondée en 2008 par l'ancienne équipe nationale japonaise Shigeyoshi Mochizuki. Il a commencé ses activités dans la 3e division de la Ligue préfectorale de Kanagawa et est entré dans la J.League en 2014. En 2020 le club finit vice-champion et est promu en J.League 2 mais est relégué dès sa première saison en deuxième division.
La forme hexagonale de l'emblème est basée sur le motif des boulons qui soutiennent l'industrie caractéristique de la région. Les cinq étoiles du logo de l'équipe représentent les quatre villes de l'ancien Tsukui-gun (Tsukui, Shiroyama, Fujino, Lake Sagami et Sagamihara), qui ont fusionné en 2007, et l'épée de l'oiseau de la ville est dessinée au centre.

## Palmarès
| Compétitions nationales                                 | Compétitions internationales |
| - Championnat du Japon de D3 (0) - Vice-champion : 2020 | - Néant                      |

## Joueurs et personnalités du club

### Entraîneurs
Le tableau suivant présente la liste des entraîneurs du club depuis 2009.
| Rang | Nom                  | Période        |
| ---- | -------------------- | -------------- |
| 1    | Tadahiro Akiba       | 2009-2011      |
| 2    | Tetsuya Totsuka      | 2011-mai 2011  |
| 3    | Shigeyoshi Mochizuki | juin 2011-2012 |
| 4    | Tetsumasa Kimura     | 2012-2015      |

| Rang | Nom                | Période        |
| ---- | ------------------ | -------------- |
| 5    | Keiju Karashima    | 2015-2016      |
| 6    | Norihiro Satsukawa | 2016-août 2016 |
| 7    | Sotaro Yasunaga    | août 2016-2017 |

| Rang | Nom                | Période            |
| ---- | ------------------ | ------------------ |
| 8    | Takayuki Nishigaya | 2018–2019          |
| 9    | Fumitake Miura     | 2019-mai 2021      |
| 10   | Takuya Takagi      | juin 2021-mai 2022 |

| Rang | Nom                | Période       |
| ---- | ------------------ | ------------- |
| 11   | Norihiro Satsukawa | mai 2022-2023 |
| 12   | Kazuyuki Toda      | 2023-         |

## Bilan saison par saison

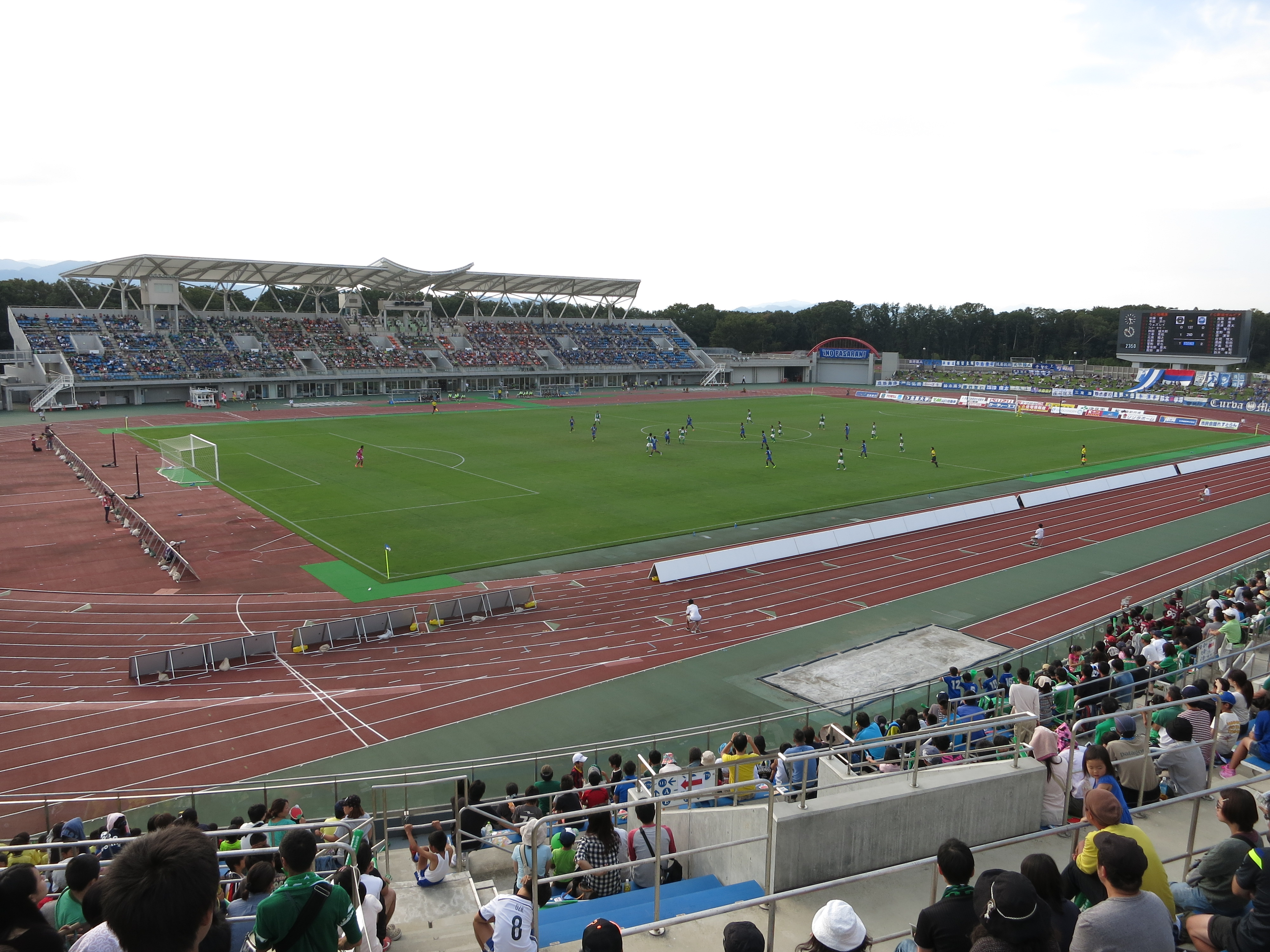
Le stade Sagamihara Gion.

Ce tableau présente les résultats par saison du SC Sagamihara dans les diverses compétitions nationales depuis la saison 2014.
| Saison | Championnat | Championnat | Championnat | Championnat | Championnat | Championnat | Championnat | Championnat | Championnat | Championnat | Coupe du Japon | Coupe de la Ligue |
| Saison | Division    | Pos         | Pts         | J           | V           | N           | D           | BP          | BC          | Diff.       | Coupe du Japon | Coupe de la Ligue |
| ------ | ----------- | ----------- | ----------- | ----------- | ----------- | ----------- | ----------- | ----------- | ----------- | ----------- | -------------- | ----------------- |
| 2014   | J3 League   | 6e          | 43          | 33          | 12          | 7           | 14          | 44          | 48          | -4          | -              | -                 |
| 2015   | J3 League   | 4e          | 58          | 36          | 17          | 7           | 12          | 59          | 51          | +8          | -              | -                 |
| 2016   | J3 League   | 11e         | 35          | 30          | 9           | 8           | 13          | 29          | 46          | -17         | -              | -                 |
| 2017   | J3 League   | 12e         | 39          | 32          | 9           | 12          | 11          | 34          | 41          | -7          | -              | -                 |
| 2018   | J3 League   | 9e          | 42          | 32          | 12          | 6           | 14          | 42          | 53          | -11         | -              | -                 |
| 2019   | J3 League   | 15e         | 38          | 34          | 10          | 8           | 16          | 36          | 45          | -9          | -              | -                 |
| 2020   | J3 League   | 2e          | 61          | 34          | 16          | 13          | 5           | 43          | 35          | +8          | -              | -                 |
| 2021   | J2 League   | 19e         | 38          | 42          | 8           | 14          | 20          | 33          | 54          | -21         | 3e tour        | -                 |
| 2022   | J3 League   | 18e         | 25          | 34          | 6           | 7           | 21          | 31          | 50          | -19         | -              | -                 |
| 2023   | J3 League   | 18e         | 41          | 38          | 9           | 14          | 15          | 44          | 48          | -4          | 2e tour        | -                 |
| 2024   | J3 League   | 9e          | 53          | 38          | 14          | 11          | 13          | 41          | 41          | 0           | 2e tour        | 1er tour          |
| Saison | Division    | Pos         | Pts         | J           | V           | N           | D           | BP          | BC          | Diff.       | Coupe du Japon | Coupe de la Ligue |
| Saison | Championnat |             |             |             |             |             |             |             |             |             | Coupe du Japon | Coupe de la Ligue |